# グルーミングと戦うゲイ
グルーミングと戦うゲイもしくはグルーミングと戦うLGB、ゲイズ・アゲインスト・グルーマーズ（グルーミングとたたかうゲイ、英語: Gays Against Groomers）は、極右の反LGBT組織。「GAG」と省略されることもある。子どもを守るという名目で、トランスジェンダーの権利や、ジェンダー・アファーミング・ケア、ドラァグ・ショーなどに反対している。

## 歴史
「Gays Against Groomers」は、バイラルコンテンツの作成を専門とする保守的なメディア組織であるマーケティング会社「Arsenal Media」のコンテンツ・クリエーター兼リード・デザイナーであったジェイミー・ミッチェルによって設立された。Twitterアカウントは2022年6月6日に作成されている。
ジェイミー・ミッチェルは以前、ドナルド・トランプの支持者であり、Qアノンの陰謀論を拡散する活動をしていた。ジェイミー・ミッチェルはレズビアンであり、「トランプ・プライド連合」の諮問委員会に参加しており、トランプを「同性愛者を支持する政治家」と表現していた。
2022年5月には右翼活動家のアレックス・ブルーセヴィッツが設立した極右のソーシャルメディア・コミュニケーション企業「X Strategies」で働き始め、すぐに「Gays Against Groomers」を設立した。LGBT専門メディアである「The Advocate」は、ジェイミー・ミッチェルのLGBTをターゲットにした活動は、フロリダ州知事のロン・デサンティスの報道官クリスティーナ・プショーがLGBTを非難し始めた時期と一致すると分析している。
2022年9月、ジェイミー・ミッチェルは「Gays Against Groomers」の取締役会メンバーに、自身の婚約者であるサーシャ・リーと、右翼の親トランプ活動家であるデビッド・レザーウッドを加えると発表した。
デビッド・レザーウッドは2023年7月、「Gays Against Groomers」との活動を終了したと発表した。これはジェイミー・ミッチェルが同性愛嫌悪の姿勢で知られるロン・デサンティスを支持していることに関する、組織内での意見の対立が原因と報じられている。

## 活動
「Gays Against Groomers」は、子どものセクシュアライゼーション、教化、医療化に反対するために戦うと主張している。実際は、ゲイ、レズビアン、バイセクシュアル以外の性的少数者（トランスジェンダー、ノンバイナリー、アセクシュアル、インターセックス、クィアなど）への偏見や陰謀論を助長する活動を行っていると指摘されている。具体的には、トランスジェンダーの権利や、ジェンダー・アファーミング・ケア、ドラァグ・ショーなどに反発している（反ジェンダー運動・ドラァグ・パニック）。また、ドナルド・トランプ支持や反ワクチンのインフルエンサー、さらにプラウド・ボーイズとも積極的に関わっている。
トランスジェンダーと、その権利運動に関する一連の動きは子どもに有害であり、グルーミングであると訴えている（LGBTグルーミング陰謀論）。例えば、ワン・アメリカ・ニュース・ネットワークにジェイミー・ミッチェルが出演した際は、ジェンダー・アファーミング・ケアをナチスの実験と重ねて語り、トランスジェンダーの平等に反対すると述べた。また、「トランスジェンダーの人たちは極めて少数派ながらWokeなメディアや企業の支援を受けて声高になっており、ゲイのコミュニティはこうした過激な活動家によって乗っ取られた」とも語っている。
一方で、ジェイミー・ミッチェル本人は「トランスジェンダーの参加者もおり、反トランスジェンダーではない」と語っている。
「Gays Against Groomers」は、LGBTQ+の中には小児性愛者も含まれるかのように誤解を与える情報発信もしており、SNSで虚偽の情報をばらまく行為も観察されている。SNSでは子どもと触れ合うトランスジェンダーやドラァグクイーンの人々を「グルーマー」であると繰り返し呼称している。
「Gays Against Groomers」のTwitterアカウントは2022年時点で4回凍結している。これはTwitterの規則では、性同一性や性表現に基づいて人を「グルーマー」と呼ぶことを禁止しているからであるが、そのため「broomer」や「gr__mer」という表現を使ったり、アカウント名を「Gays Against Grewmers」に変えるなどして規制を逃れようとしてきた。イーロン・マスクがTwitterを買収した2022年10月以降、「グルーマー」といった差別的なコメントへの規制が緩くなり、SNSでの活動が活性化した。デジタルヘイト対策センターによれば、LGBTの人々をグルーミングと結び付けるツイートが、イーロン・マスクによるTwitter買収以降で119％も急増したと報告している。
Venmo、PayPal、Googleは、ヘイトスピーチを禁止するポリシーを理由に、「Gays Against Groomers」がプラットフォームで資金を調達することを禁止している。
2023年10月、「Gays Against Groomers」のウィスコンシン州支部のリーダーに対し、学区、その職員、教育委員会に対する嫌がらせと脅迫の申し立てを受けて一時的な接近禁止命令が出された。